# Železniční trať Jindřichův Hradec – Obrataň
Železniční trať Jindřichův Hradec – Obrataň (v současném jízdním řádu pro cestující značena jako trať 228) je jednokolejná úzkorozchodná regionální železniční trať o délce 46,0 km spojující jihočeský Jindřichův Hradec s obcí Obrataň v Kraji Vysočina, dvě sídla na větvích tzv. Českomoravské transverzálky, propojuje hlavní trať Havlíčkův Brod – Veselí nad Lužnicí s hlavní tratí Tábor – Horní Cerekev. Podobně jako trať do Nové Bystřice vycházející ze stejného jindřichohradeckého nádraží má i tzv. „Obrataňka“ úzký rozchod koleje 760 mm. Pravidelný provoz na dráze byl zahájen v roce 1906, majitelem byla akciová společnost Místní dráha Jindřichův Hradec – Obratany, provoz zajišťovaly rakouské státní dráhy kkStB, po roce 1918 Československé státní dráhy. Trať byla v roce 1925 zestátněna a nadále provozována ČSD, od roku 1993 nástupnickými Českými drahami. Od roku 1998 je jejím vlastníkem společnost Jindřichohradecké místní dráhy, která byla i provozovatelem dráhy. V říjnu 2017 převzala organizaci dopravy na obou tratích JHMD dle podepsané smlouvy Správa železniční dopravní cesty (později Správa železnic). V roce 2022 byl provoz na trati zastaven.

## Historie

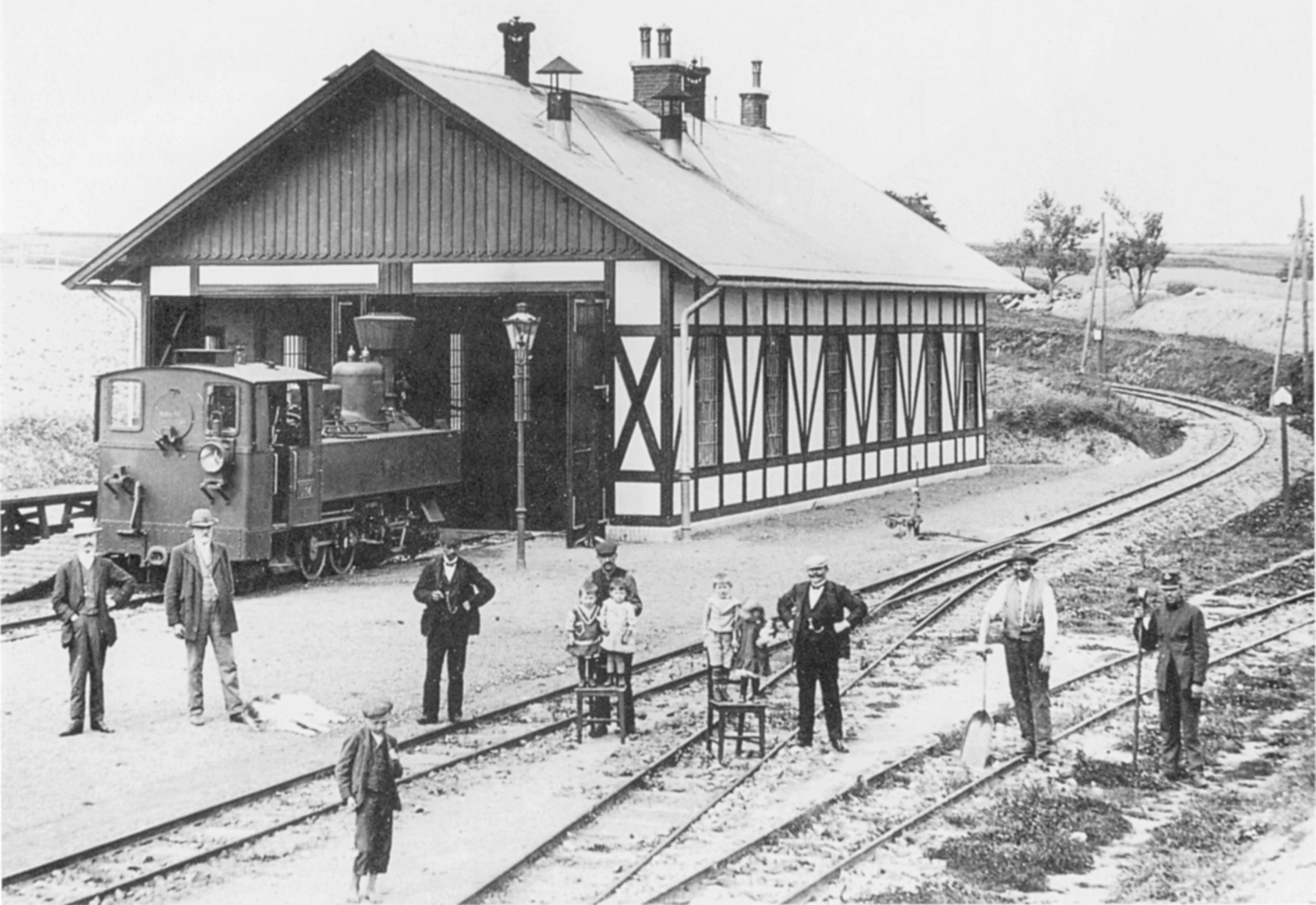
Výtopna v Kamenici nad Lipou s parní lokomotivou U 34 (později U 37.005) v roce 1910

O spojení oblasti Kamenice nad Lipou se světem pomocí železnice usilovali místní představitelé i podnikatelé již od roku 1893. V prvních návrzích se jednalo o normálněrozchodnou (1435 mm) dráhu vycházející z Jindřichova Hradce nebo Jarošova nad Nežárkou a vedoucí přes Novou Včelnici a tehdy okresní město Kamenici nad Lipou do Pelhřimova. Roku 1895 byla trať zamýšlena v trase Jindřichův Hradec – Nová Včelnice (tehdy Nový Etink) – Kamenice nad Lipou – Černovice – Pořín nebo Obrataň, přičemž již brzy na to byl inženýrem Janem Kodlem doporučen kratší a levnější úsek do Obrataně. Roku 1896 souhlasilo ministerstvo války se zřízením dráhy, která však měla být postavena s tzv. bosenským (760 mm) rozchodem kolejí. Následovaly však nejrůznější byrokratické problémy a ministerstvo financí ani ve svém rozpočtu nepočítalo s výstavbou této trati. Místní zájemci (tzv. interesanti) však dále lobbovali v říšské radě i v poslanecké sněmovně, až jim byl dán příslib výstavby včetně státního příspěvku. Poté, co 31. prosince 1904 vydal František Josef I. koncesi ke stavbě dráhy, byla založena akciová společnost Místní dráha Jindřichův Hradec – Obratany a následně zahájena samotná výstavba, kterou provedla pražská firma Ing. Antonín Los. Celkové náklady na stavbu a zařízení dráhy činily 2 950 000 K, z nichž 75 % kryl úvěr poskytnutý Zemskou bankou a krytý zemí Českou, 245 000 K přispěl stát převzetím kmenových akcií a zbytek (492 600 K) museli zajistit interesanti. Slavnostní zahájení provozu proběhlo 23. prosince 1906, kdy za nepříznivých klimatických podmínek projel celou trať speciální vlak s hosty tažený dvěma lokomotivami. Pravidelný provoz byl zahájen 24. prosince 1906 třemi páry smíšených vlaků denně.
Pro zahájení dopravy byly zakoupeny od pražské První českomoravské továrny na stroje (později součást ČKD) dvě parní lokomotivy řady U (následně u ČSD řada U 37.0) a od Ringhoffera osm osobních vozů, tři služební vagóny s poštovním oddílem a 30 nákladních vozů. Jednalo se o lokomotivy i vozy shodného typu, jaké už téměř 10 let jezdily na trati z Jindřichova Hradce do Nové Bystřice, kterou však až do roku 1925 vlastnila jiná společnost. Na „Obrataňce“ se zpočátku nacházela jediná výtopna v Obratani, roku 1908 byla postavena zděná výtopna v Jindřichově Hradci a o další dva roky později i v Kamenici nad Lipou. Majitelem tratě byla firma Místní dráha Jindřichův Hradec – Obratany, provoz na její náklady zajišťovaly rakouské státní dráhy kkStB.
Následující historický vývoj je velmi podobný historii novobystřické tratě. Provoz dráhy v roce 1918 převzaly Československé státní dráhy (tehdy měla trať číslo 89d), byl zvýšen počet spojů a na zdejší trati byla dokonce odloučena nákladní doprava od osobní. Dráha byla v roce 1925 podle zákona č. 156/1925 Sb. zestátněna, přičemž podle téhož zákona musela být na nejbližší valné hromadě odhlasována likvidace společnosti. V průběhu druhé poloviny 20. let a ve 30. letech 20. století sílila na trati doprava, byl zvyšován počet podvalníků pro normálněrozchodné nákladní vozy, pro cestující zakoupily ČSD v roce 1929 dva motorové vozy řady M 11.0, které byly o tři roky doplněny třetím. Tato vozidla zrychlila a zlevnila osobní přepravu, díky zvýšenému zájmu cestujících byla dokonce zřízena v roce 1931 nová zastávka Sudkův Důl. První větší motorové vozy řady M 21.0 byly dodány v roce 1939.
Od roku 1939 trať provozovaly protektorátní dráhy Böhmisch-Mährische Bahn (BMB; česky Českomoravské dráhy – ČMD), dnešní zastávka Dolní Radouň (tehdy Německá Radouň) se však nacházela na sudetském území, které bylo v říjnu 1938 odstoupeno Německé říši. Za druhé světové války byla trať označena číslem 516a. O Vánocích 1944 byl spojeneckým letadlem zničen poblíž později zřízené zastávky Nekrasín vlak tažený lokomotivou U 47.001, který neuposlechl výzvu k okamžitému zastavení. Při tomto útoku zemřel průvodčí a několik lidí bylo těžce zraněno, lokomotiva byla opravena.
Na začátku roku 1945 byla doprava na minimální úrovni, po osvobození objem přepravy zase začal narůstat, zejména díky místním národním výborům byly pro zaměstnance dojíždějící do práce zřízeny nové zastávky Rodinov (1947), Nekrasín (1949), Lovětín obec (1951), Dobešov (1954) a Benešov nad Lipou (1962). Roku 1962 byla zrušena zastávka s nákladištěm Bohdalín. V letech 1954–1958 byly dodány nové motorové lokomotivy řady T 47.0 (později řada TU 47.0, od roku 1988 řada 705.9), které postupně převzaly nákladní i osobní dopravu a kvůli nimž během první poloviny 60. let 20. století byl ukončen provoz parních lokomotiv i motorových vozů. Tyto stroje řady T 47.0 zajišťují většinu dopravy dodnes.
Na rozdíl od provozu na novobystřické trati nebyla osobní doprava mezi Jindřichovým Hradcem a Obrataní za socialismu nijak omezována. Frekvence i časové polohy spojů byly v poválečném období téměř stejné. Postupně však klesal zájem cestujících, takže od 80. let 20. století zajišťovaly přepravu vlaky složené z motorové lokomotivy řady 705.9 a jednoho přípojného vozu řady Balm/ú, zatímco předtím jezdily v soupravě dva osobní vozy. Nákladní doprava byla po druhé světové válce realizována pomocí normálněrozchodných vozů na podvalnících (úzkorozchodné nákladní vagóny sice byly ve stavu, ale byly využívány minimálně a postupně byly rušeny). Po vyřazení nejstarších podvalníků z počátku 20. století klesl jejich stav natolik, že objem nákladní dopravy začal slábnout. K razantnímu snížení nákladní dopravy však došlo až po roku 1989, kdy v nových ekonomických poměrech byla výhodnější přeprava po silnici.

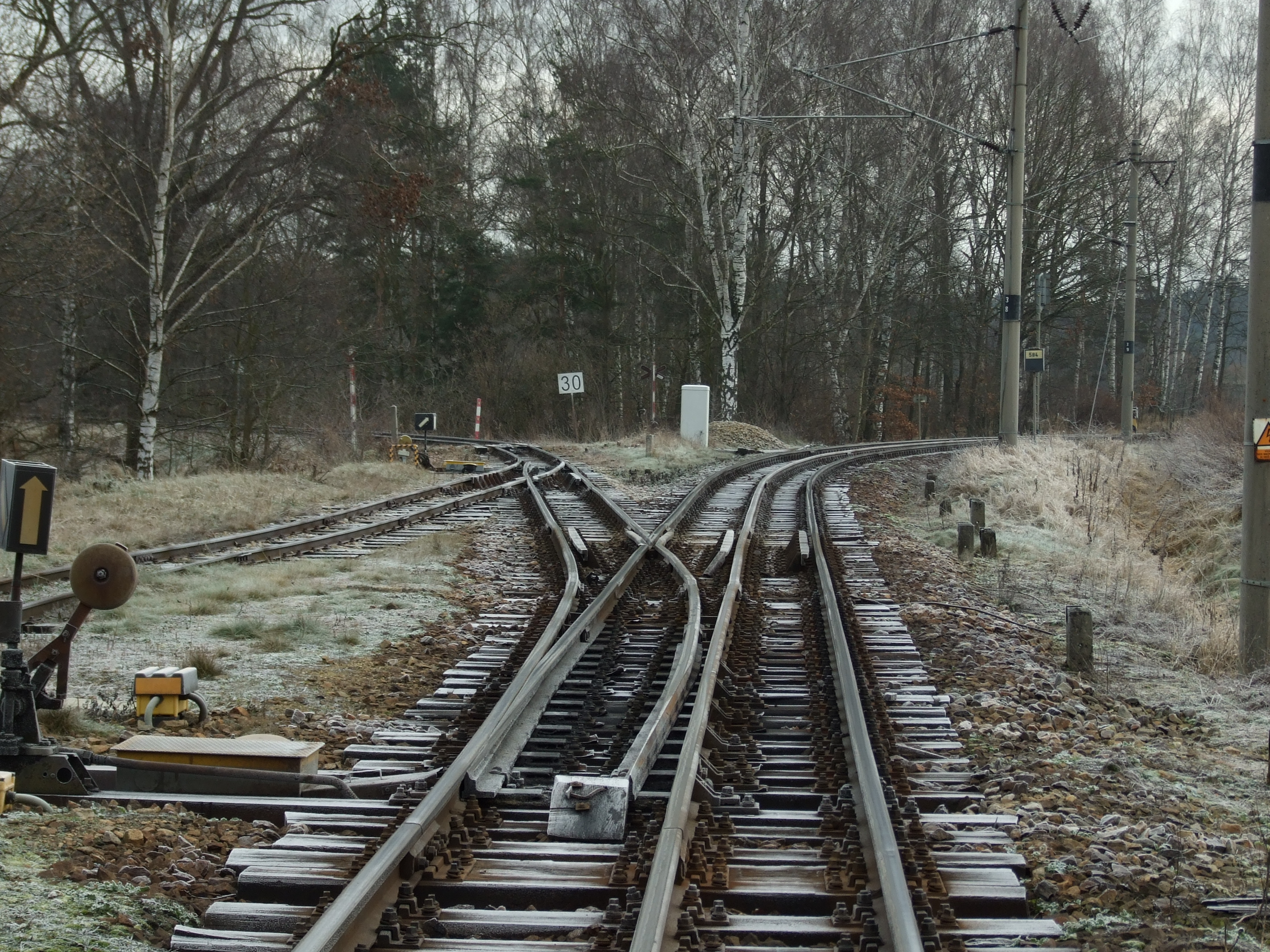
Odbočka Dolní Skrýchov – trať do Obrataně odbočuje vlevo, vpravo zatáčí pokračující splítka tratí do Nové Bystřice a do Jihlavy

Při stavbě nové silnice I/34 mezi Nekrasínem a Kamenicí na Lipou bylo v 80. letech 20. století uvažováno i o zrušení úzkorozchodné tratě, k čemuž ale nedošlo. V rámci výstavby však byly v letech 1988–1993 vybudovány tři přeložky trati mezi Nekrasínem a Novou Včelnicí, mezi Novou Včelnicí a Žďárem u Kamenice nad Lipou a na krátkém úseku poblíž Kamenice nad Lipou. Dráha byla napřímena, čímž byla zkrácena její délka o přibližně 300 m, původní těleso bylo odstraněno a přes silnici I/34 byly vybudovány dva moderní mosty. Na konci 80. let byl také kompletně obnoven železniční svršek celé trati, byly použity kolejnice S 49.
Minimálně od roku 1986 byla dráha do Obrataně označena číslem 205. V letech 1992/1993 zde jezdily čtyři páry osobních vlaků po celé trati, které byly doplněny několika vlaky v úsecích mezi Jindřichovým Hradcem a Kamenicí nad Lipou a Kamenicí nad Lipou a Obrataní, podle jízdního řádu 1994/1995 to již bylo pět párů vlaků plus další ve zkrácené trase. V roce 1993 byly obě jindřichohradecké úzkorozchodky určeny českou vládou jako první k privatizaci. Téhož roku vznikl pro tyto účely Klub přátel jindřichohradeckých úzkokolejek, který se na přelomu let 1994 a 1995 přetransformoval v akciovou společnost Jindřichohradecké místní dráhy (JHMD), jež zpočátku vypravovala historické vlaky s pronajatou parní lokomotivou U 47.001. 7. června 1996 došlo u Chválkova k těžké nehodě, kdy se srazily protijedoucí osobní a smíšený vlak. Lokomotivy 705.909 a 705.912 byly těžce poškozeny a později zrušeny, došlo také k 12 zraněním cestujících. Příčinou nehody bylo ukradené telefonní vedení.
19. března 1997 byl vládou schválen odprodej obou úzkorozchodných drah společnosti JHMD za symbolickou 1 Kč. Stávající majitel i provozovatel České dráhy však od 27. září toho roku výrazně zredukoval počet spojů, což se nelíbilo obcím ležícím na trati. Proto JHMD ještě podepsaly s ČD nájemní smlouvu a od 23. října 1997 již plně převzaly provoz. Obě tratě se staly 28. února 1998 majetkem JHMD, které tak jsou od té doby vlastníkem i provozovatelem dráhy a výhradním dopravcem. Ještě předtím, 25. ledna 1998, došlo k výrazné změně jízdního řádu tak, aby vyhovoval potřebám cestujících. Od jízdního řádu 1998/1999 je trať označena současným číslem 228.
1. července 2000 došlo u Nové Včelnice vinou osádky vlakového personálu ke srážce dvou osobních vlaků vedených lokomotivami 705.915 a 705.918. Bylo zraněno celkem 23 osob, lokomotivy byly v následujících letech podrobeny celkové opravě spojené s modernizací a remotorizací. Téhož roku byla zprovozněna nová zastávka Obrataň zastávka a s jízdním řádem 2000/2001 se na trati poprvé objevily v určené dny letní sezóny i parní vlaky. Společnost JHMD také postupně investovala do infrastruktury, která ale nebyla v tak špatném stavu jako na novobystřické trati.
Podle jízdního řádu 2009/2010 jezdilo mezi Jindřichovým Hradcem a Obrataní v pracovní dny sedm párů osobních vlaků, které byly doplněny spoji vedenými pouze v části trasy (Jindřichův Hradec – Kamenice nad Lipou nebo Černovice u Tábora a zpět). V červenci a srpnu byl v pondělí vypravován historický vlak s parní lokomotivou v trase z Jindřichova Hradce do Černovic u Tábora a zpět. Běžné vlaky jsou většinou zajišťovány soupravou motorové lokomotivy řady T 47.0 a osobního vozu řady Balm/ú. Nákladní doprava je z některých stanic realizována přepravou normálněrozchodných vozů na podvalnících.

## Popis tratě

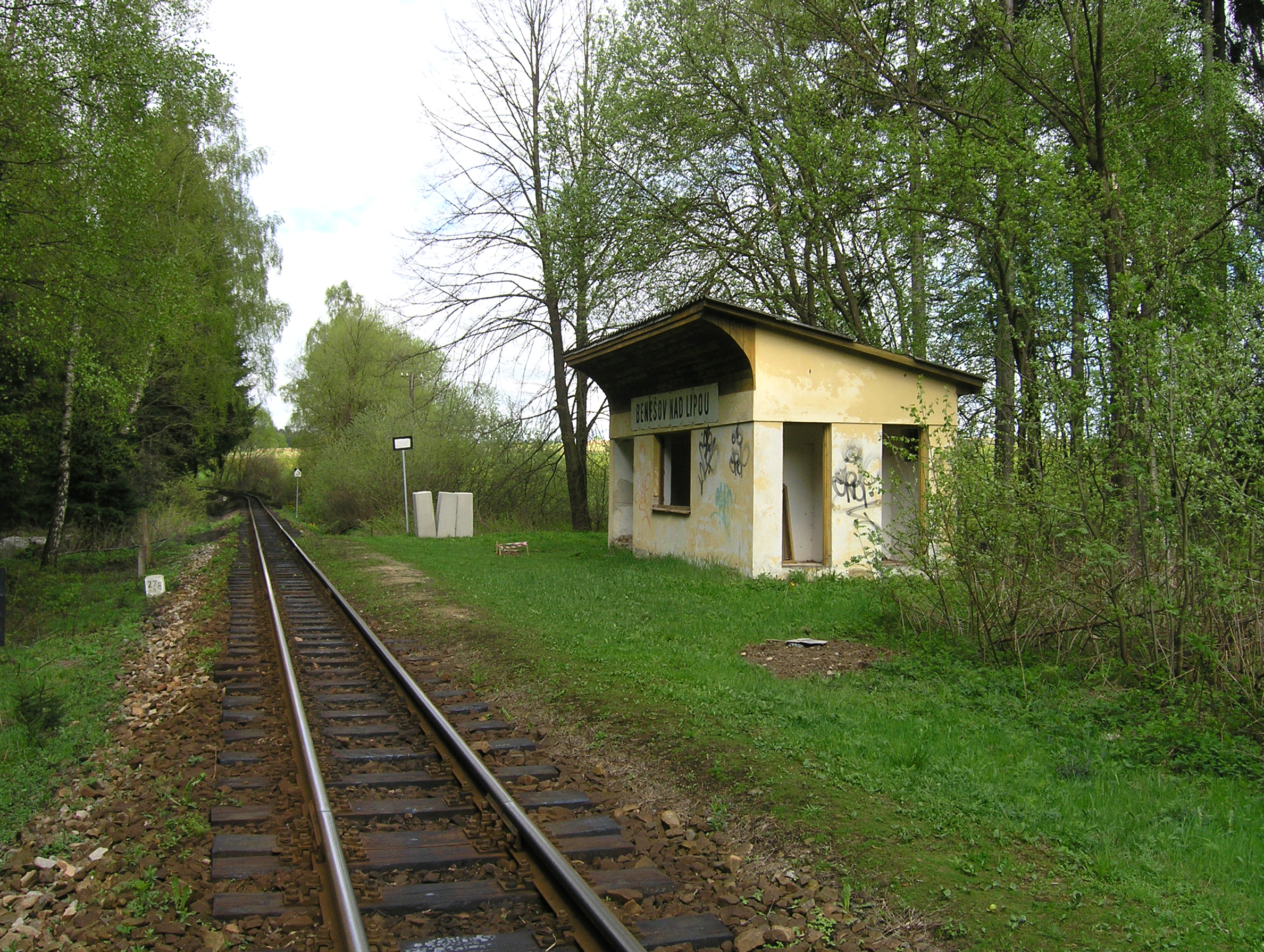
Zastávka Benešov nad Lipou zřízená v roce 1962

Začátek trati se nachází před výpravní budovou v Jindřichově Hradci na samostatném nádraží obou úzkorozchodných (760 mm) drah. Je zde několikakolejné nástupiště, lokomotivní depo JHMD, dílny JHMD, remíza vozidel na údržbu trati a podvalová jáma pro přechod normálněrozchodných vozů na podvalníky na trati úzkého rozchodu. V km 0,541 začíná kolejová splítka s normálněrozchodnou (1435 mm) tratí Veselí nad Lužnicí – Jihlava. Splítka je od roku 1985 řešena tříkolejnicově, každý rozchod používá jednu společnou a jednu vlastní kolejnici. Původní čtyřkolejnicové řešení (úzkorozchodná kolej se nacházela uvnitř normálněrochodné koleje) bylo změněno kvůli náročné údržbě. Obrataňská trať se ze splítky odpojuje v km 1,985 (odbočka Dolní Skrýchov), za kterou překračuje ocelovým příhradovým mostem o světlosti 30 m řeku Nežárku. Za zastávkou Horní Skrýchov vchází trať do Mlýnského lesa, uprostřed kterého se nalézá další zastávka Dolní Radouň, přibližně 2 km od samotné vesnice. Ve stanici Lovětín se nacházela jediná vlečka (byla zrušena v 80. letech 20. století) na trati – 143 m dlouhá kolej, která končila překladištěm, odkud vedla průmyslová dráha s rozchodem kolejí 600 mm o délce 1 km do keramické továrny v Hlubokodole.
Za zastávkou Lovětín obec se trať přimyká k říčce Kamenici, podél níž (s výjimkou úseku kolem Nové Včelnice) vede do Kamenice nad Lipou. Všechny zastávky v této části dráhy (Nekrasín, Žďár u Kamenice nad Lipou, Rodinov) jsou umístěny poměrně daleko od intravilánů vesnic. V areálu nádraží v Kamenici nad Lipou byla roku 1910 postavena zděná výtopna, která po přestavbě funguje dodnes. Za Kamenicí se trať stáčí severozápadním směrem a před Včelničkou začíná sledovat trasu silnice II/409, kolem které vede v různé vzdálenosti až do zastávky Křeč. Za Včelničkou dráha vstupuje do lesního komplexu, prochází zrušenou zastávkou s nákladištěm Bohdalín a přes „lesní“ zastávky Benešov nad Lipou a Chválkov (zde se nachází nejvyšší bod trati o nadmořské výšce 666 m) pokračuje k Dobešov a stanici Černovice u Tábora.
Za Černovicemi stoupá trať po úbočí Svidníku do zastávky Křeč, za níž se nedaleko dostává do obdobné nadmořské výšky jako v zastávce Chválkov. Následuje klesání a zastávka Sudkův Důl u osady Nechyba (cca 1,5 km od vlastní obce) a přes pole se dráha blíží k Obratani. Ještě před nadjezdem silnice I/19 se uprostřed obce nachází zastávka Obrataň zastávka. Samotné nádraží v Obratani se nalézá severovýchodně od centra obce, na trati Tábor – Horní Cerekev. Trať zde, stejně jako v Jindřichově Hradci, končí před vlastní nádražní budovou. Malé koncové nástupiště je doplněno dvojkolejným kolejištěm, z kterého vychází kolej k již nepoužívané nákladní rampě, kolej k dvěma podvalovým jámám a kolej k bývalé výtopně z roku 1906.

## Vozový park

### Hnací vozidla

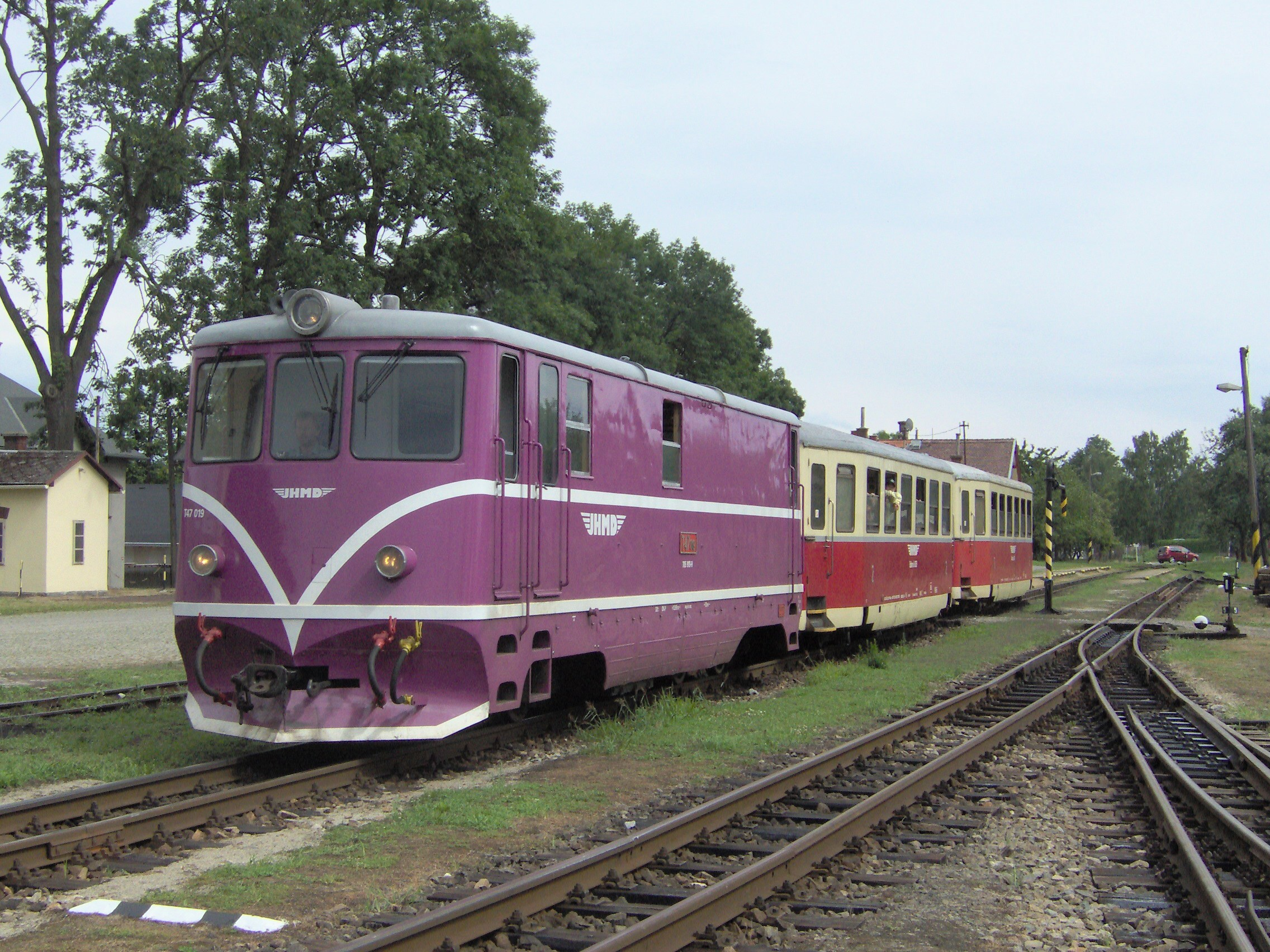
Vlak s lokomotivou T 47.019 v čele vyjíždějící z nádraží v Kamenici nad Lipou

Při zahájení provozu v roce 1906 byly dodány dvě parní lokomotivy kkStB řady U (po vzniku ČSD řada U 37.0). Jednalo se o stroje U 33 a U 34 vyrobené téhož roku v První českomoravské továrně na stroje v Praze-Libni. Byly to shodné lokomotivy se stroji U 1 až U 3, které již devět let jezdily na trati do Nové Bystřice. Až do roku 1925 tratě ale vlastnily dvě samostatné společnosti, takže až na příležitostné výpomoci zůstával vozový park na „svých“ drahách. V roce 1908 zakoupila firma Místní dráha Jindřichův Hradec – Obratany třetí lokomotivu od stejného výrobce s označením U 41. Stroj U 33 zabavila v roce 1916 rakousko-uherská armáda a do Jindřichova Hradce se již nikdy nevrátil. Zbylé dvě lokomotivy byly po vzniku Československa v roce 1918 doplněny čtveřicí kořistních strojů systému Mallet řady U 47.0, které jezdily na obou úzkorozchodných tratích až do 60. let 20. století. V průběhu let se zde také objevilo několik dalších lokomotiv řady U 37.0 původem z jiných úzkorozchodných tratí v Československu.
V roce 1929 byly dodány první dva motorové vozy řady M 11.0, které v roce 1932 následoval třetí. Větší a výkonnější motorové vozy řady M 21.0 se na jindřichohradeckých drahách objevily v počtu pěti kusů, poslední dojezdily na začátku 60. let 20. století, kdy motorové lokomotivy převzaly i vozbu osobních vlaků.
První dvě motorové lokomotivy jezdily v Jindřichově Hradci pod označením T 25.001 a 002 krátce po druhé světové válce. Jednalo se o původem německé stroje, které zde tahaly pracovní vlaky a brzy byly předány stavebním podnikům. V letech 1954 až 1958 bylo pro obrataňskou a později i novobystřickou trať zakoupeno devět nových motorových lokomotiv řady T 47.0 (později řada TU 47.0 a od roku 1988 řada 705.9). Postupně se zde objevily i další stroje původně vyrobené pro postupně uzavřené úzkorozchodné tratě Frýdlant v Čechách – Heřmanice a Ružomberok – Korytnica kúpele (celkem tedy 16 různých lokomotiv řady T 47.0). Tyto stroje zajišťují většinu dopravy dodnes, některé z nich jsou modernizované.
Krátce se zde vyskytla v letech 1961 a 1962 lokomotiva T 29.004, což byla pokusně upravená normálněrozchodná lokomotiva T 212.062, která se ale neosvědčila. Stroj stejné řady byl zakoupen JHMD v roce 1999 od firmy Sokolovská uhelná, kde jezdil na rozchodu 900 mm. Po úpravách a přerozchodování jezdí pod označením T 29.014 (oficiální označení 702.901) především na bystřické trati, kde tahá osobní vlaky. V roce 2004 byla zakoupena polská lokomotiva Lxd 2-331 (typ Faur L45H), která byla zprovozněna a schválena s označením T 48.001 (oficiálně 706.901); jejím hlavním úkolem je doprava nákladních vlaků.
V letech 2005 a 2006 zakoupily JHMD pro osobní dopravu čtyři polské motorové vozy řady MBxd2, které byly dopravcem v Česku označeny jako řadou M 27.0, Drážním úřadem jako řada 805.9.

### Osobní a nákladní vozy, podvalníky a speciální vozidla

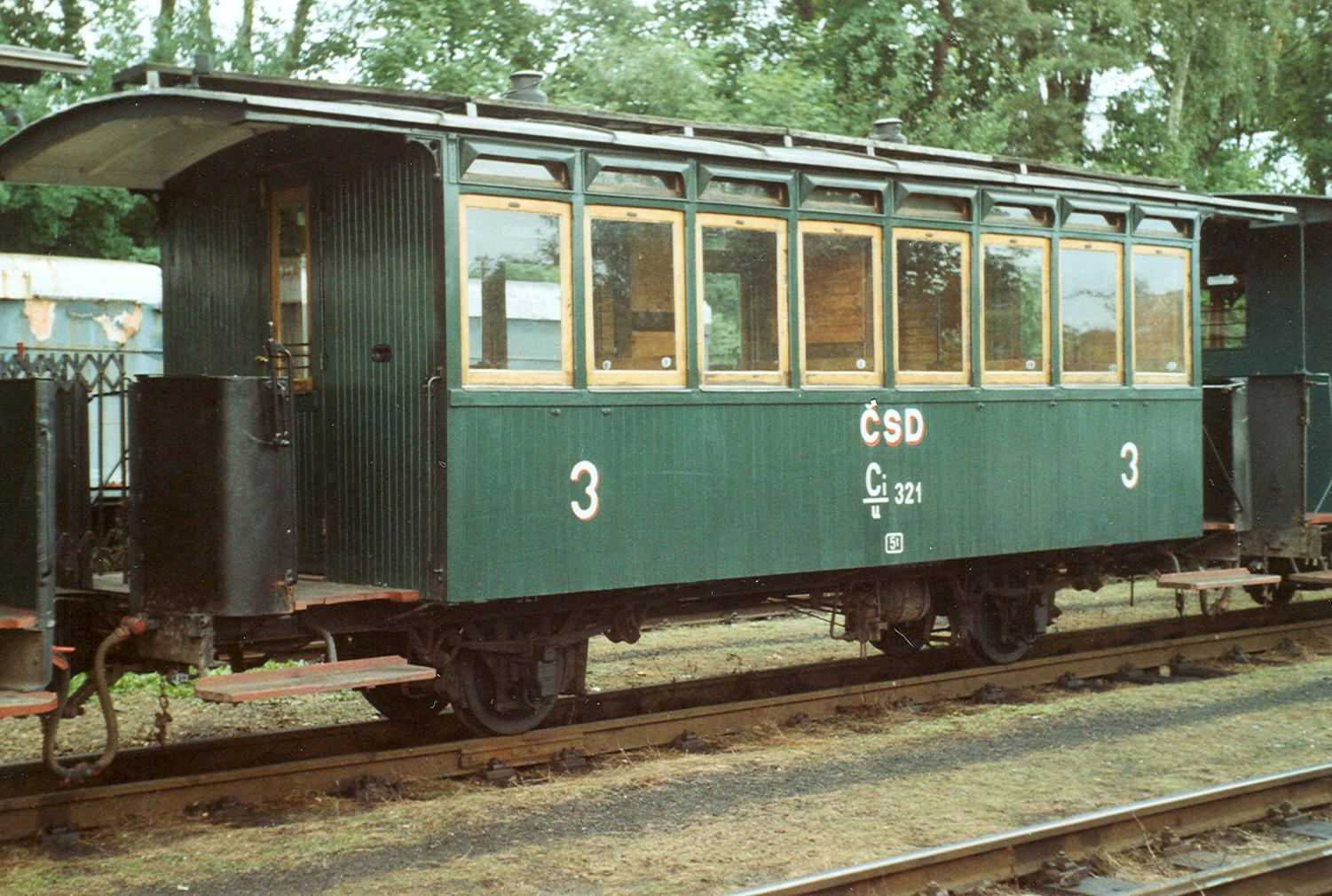
Historický osobní vůz Ci/ú 321 z roku 1906 původně vyrobený pro obrataňskou trať s označením Ci/s 15

V roce 1906 bylo od vagónky František Ringhoffer, Smíchov zakoupeno osm osobních vozů (čtyři s oddíly druhé a třetí třídy, čtyři výhradně třetí třídy) shodných s vagóny novobystřické dráhy, tři služební vozy s poštovním oddílem, 10 zavřených nákladních, 20 otevřených nákladních vagónů a několik dvojic oplenových vozů a podvalníků. V následujících letech počet nákladních vozů i podvalníků stoupal v závislosti na růstu nákladní dopravy. Většina osobních vozů vydržela na jindřichohradeckých drahách až do 60. let 20. století, přičemž v průběhu let k nim přibylo i několik jednotlivých vozů různých typů z jiných úzkorozchodných tratí. Téměř kompletní výměna osobních vozů proběhla v roce 1966, kdy bylo dodáno 10 moderních vozů řady Balm/ú, které byly v roce 1975 doplněny šesticí stejných vozů ze zrušené trati Ružomberok – Korytnica kúpele. Tyto vagóny slouží v Jindřichově Hradci v osobní dopravě dodnes.
Podobnou historii mají služební a poštovní vozy. Více než pět vozů se služebním oddílem (3 obrataňské vozy a 2 bystřické doplněné ve 30. letech 20. století vozy ze zrušené tratě Ondrášov – Dvorce na Moravě) jezdilo do 60. let 20. století, kdy byly nahrazeny v roce 1963 dodanými deseti služebními vagóny, které dodnes slouží především jako brzdící.
Park vlastních nákladních vozů rovněž zůstával téměř beze změn, neboť postupně rostl počet podvalníků pro normálněrozchodné nákladní vagóny. Poslední původní nákladní vůz byl vyřazen v roce 1966. Počty podvalníků byly navyšovány několika dodávkami v letech 1909, 1930 a 1941. Ty současné byly vyrobeny v letech 1986–1990 v počtu 190 kusů. V roce 2002 byly v Rumunsku zakoupeny moderní nákladní uzavřené vozy, které jsou využívány pro přepravu jízdních kol nebo kočárků (především na trati do Nové Bystřice).
Na jindřichohradeckých úzkorozchodných drahách se postupně vystřídalo množství nejrůznějších speciálních vozidel. Při zahájení provozu na obrataňské trati v roce 1906 byla zakoupena ruční drezína, ruční vozíky a sněhové pluhy. Za první republiky se zde objevila první motorová autodrezína, v 50. letech 20. století motorové vozíky Tatra 15/52, v 60. letech unikátní stroj vlastní výroby na odklízení sněhu pomocí tryskového motoru z MiGu-15 nebo osobní motorová drezína s automobilovou karoserií Moskvič. Z roku 1984 pochází současná trojice motorových univerzálních vozíků MUV 69 a čtveřice přívěsných vozíků PV. V roce 1988 byly zakoupeny tři univerzální traťové stroje – strojní vytahovače pražců SVP 74, od roku 1987 se na jindřichohradeckých drahách objevilo postupně několik strojních podbíječek.

### Historická vozidla

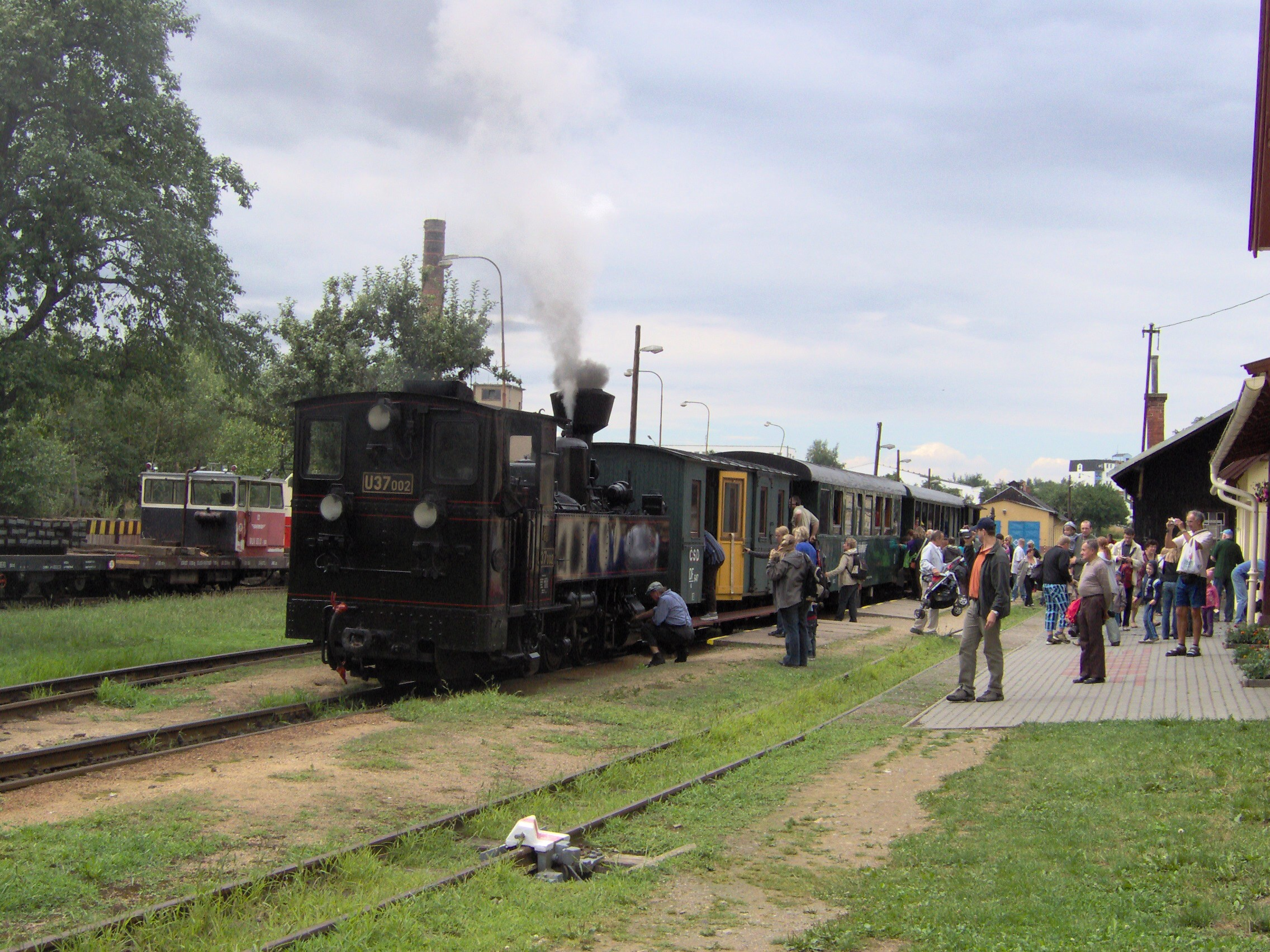
Historický vlak s parní lokomotivou U 37.002 v Kamenici nad Lipou

Zachovaná parní lokomotiva U 47.001 z roku 1907 byla v roce 1986 převezena z pražského Národního technického muzea zpět do Jindřichova Hradce, kompletně renovována a zprovozněna byla v letech 1991 a 1992 v Železničních opravnách a strojírnách České Velenice. Stroj je nadále v majetku Národního technického muzea, nicméně na jindřichohradeckých drahách vozil historické vlaky až do roku 2004, kdy mu vypršela technická způsobilost kotle a vzhledem k finančně náročné opravě byla lokomotiva odstavena.
V roce 1990 získali nadšenci parní lokomotivu U 37.008 (r. v. 1899) původně provozovanou na zrušené trati Frýdlant v Čechách – Heřmanice. Její části (včetně kotle) posloužily při renovaci stroje U 37.002, po opravě má být uvedena do neprovozního, ale vystavovatelného stavu.
Parní lokomotiva U 37.002 (r. v. 1898; původem z dráhy Ondrášov – Dvorce na Moravě) byla odkoupena ze Slovenska v roce 1999, kompletní renovace za použití dílů ze stroje U 37.008 byla dokončena v roce 2004. Od té doby tahá nostalgické vlaky.
Roku 1999 byla rovněž zakoupena rumunská parní lokomotiva 764.108 (r. v. 1958) z průmyslové dráhy elektrárny zlatých dolů v Crişcioru. V Česku byla označena jako U 46.001 a po renovaci od roku 2002 slouží k historickým jízdám.
Služebně nejmladší je parní lokomotiva U 46.101 (r. v. 1953), která byla v roce 2005 dovezena z Polska, kde byla označena Px 48-1916. V současnosti je rovněž plně provozní.
K výše uvedeným parním lokomotivám jsou zapřahovány vlastní renovované osobní i nákladní vozy, včetně některých původně provozovaných na jindřichohradeckých úzkorozchodkách.

## Stanice a zastávky

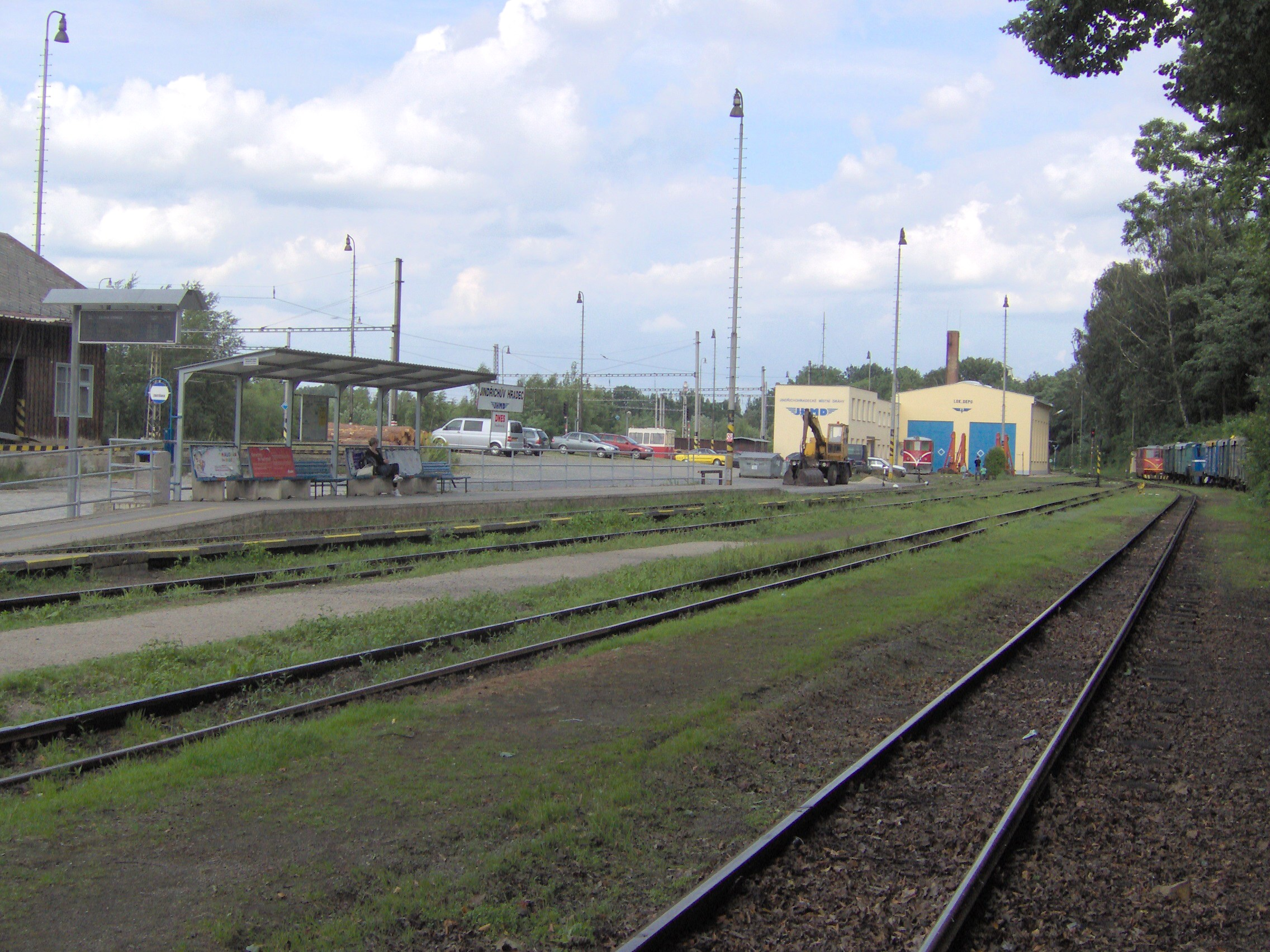
Jindřichův Hradec (JHMD)
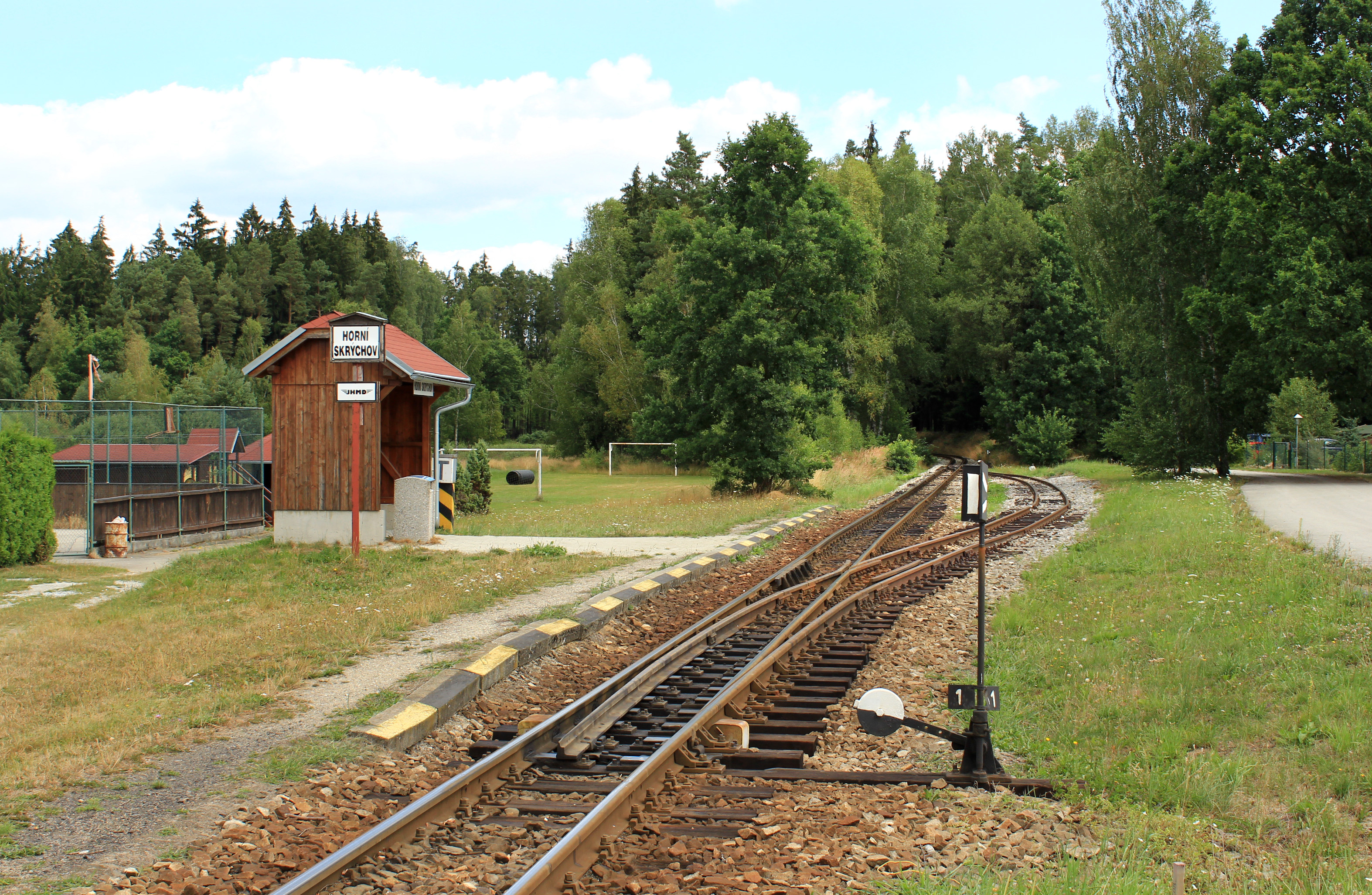
Horní Skrýchov
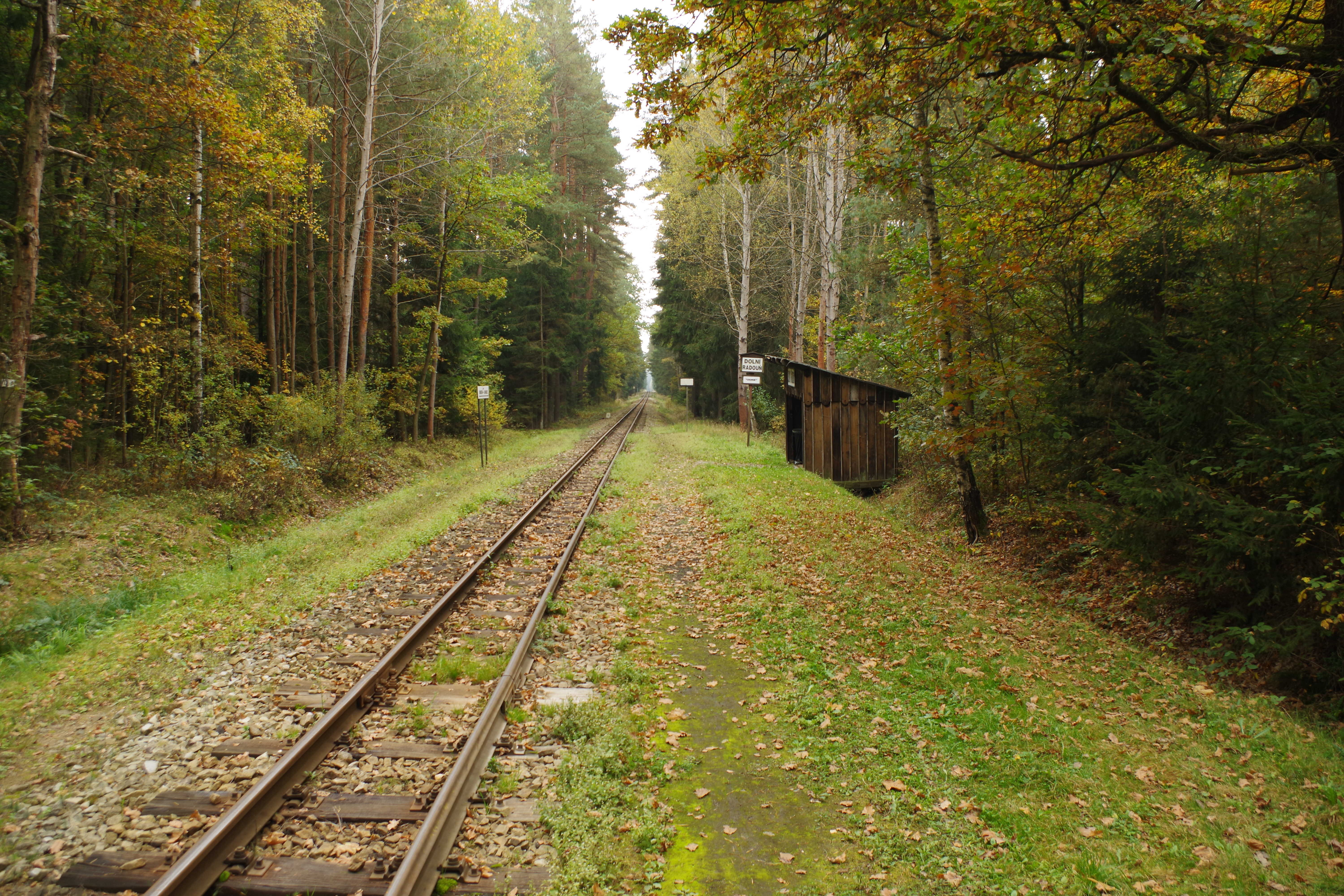
Dolní Radouň
Lovětín
Lovětín obec
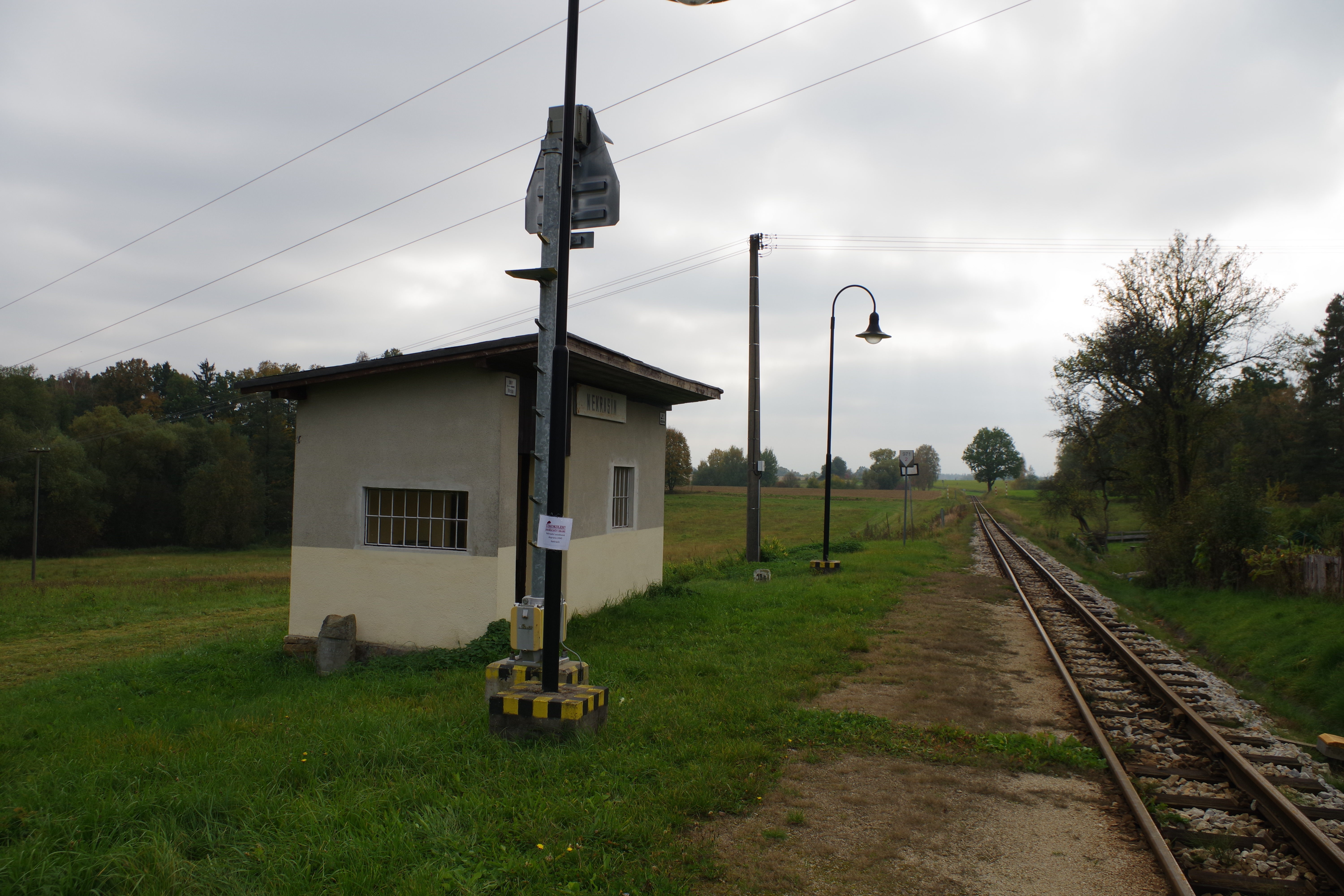
Nekrasín
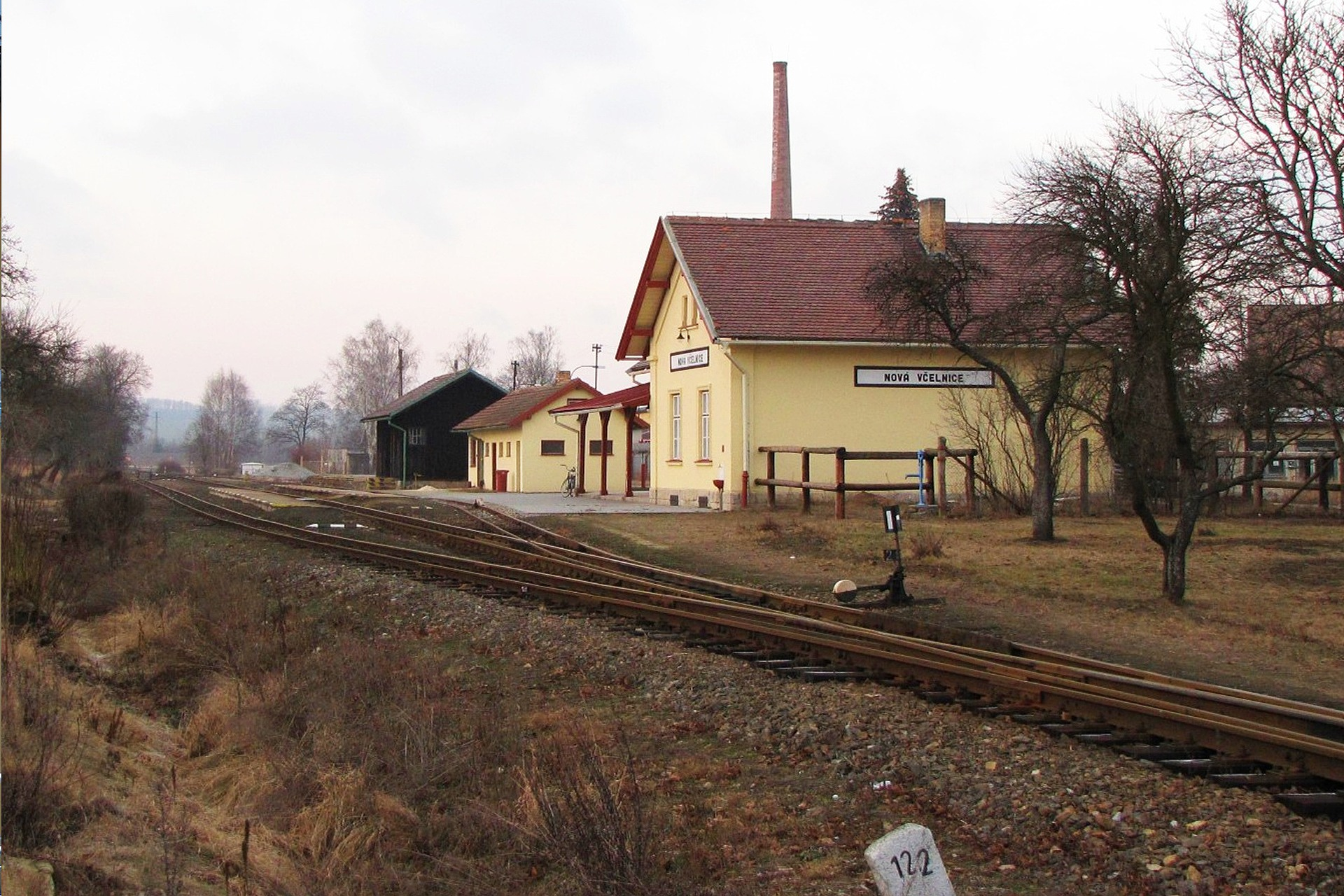
Nová Včelnice
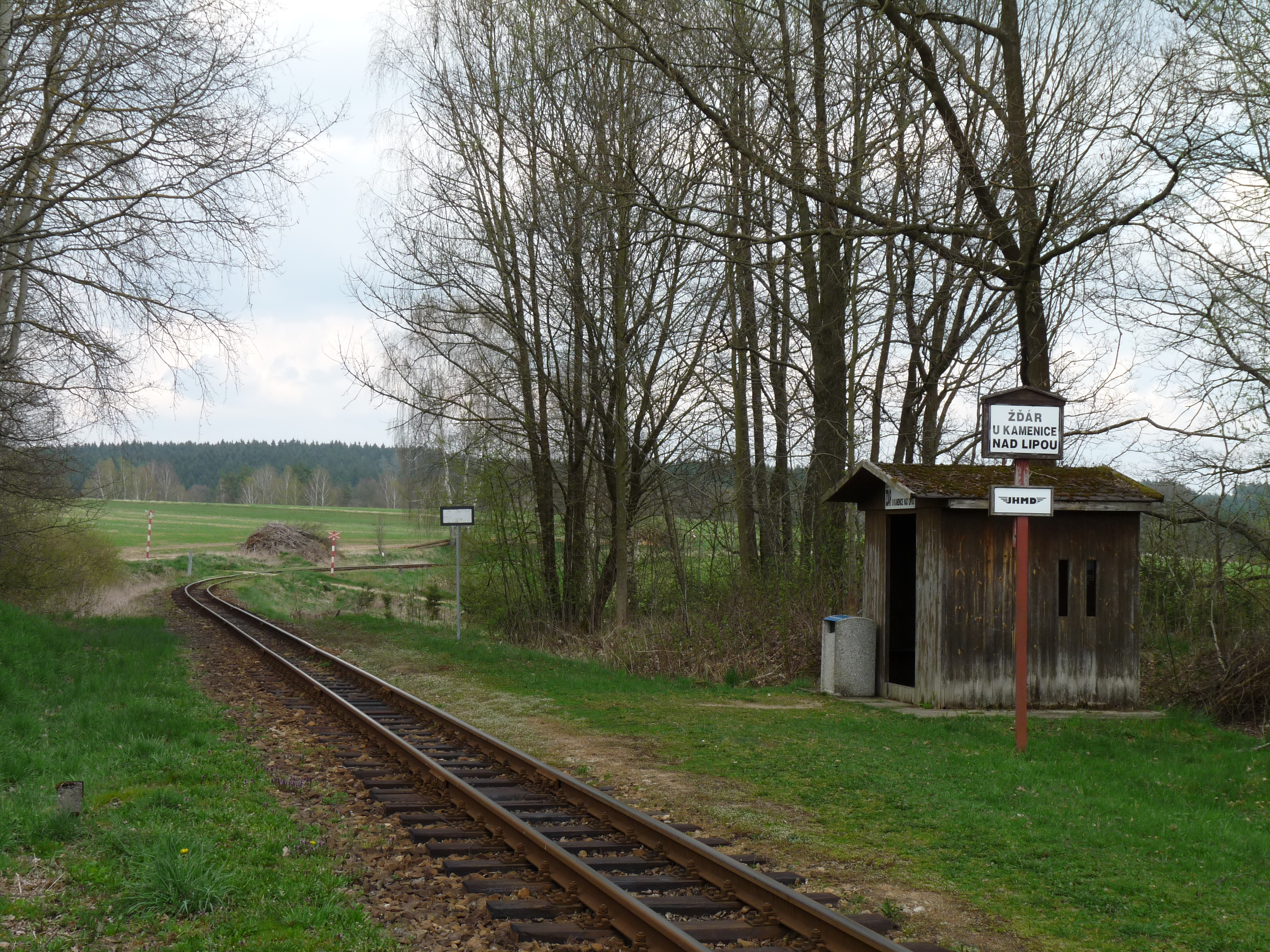
Žďár u Kamenice nad Lipou
Rodinov
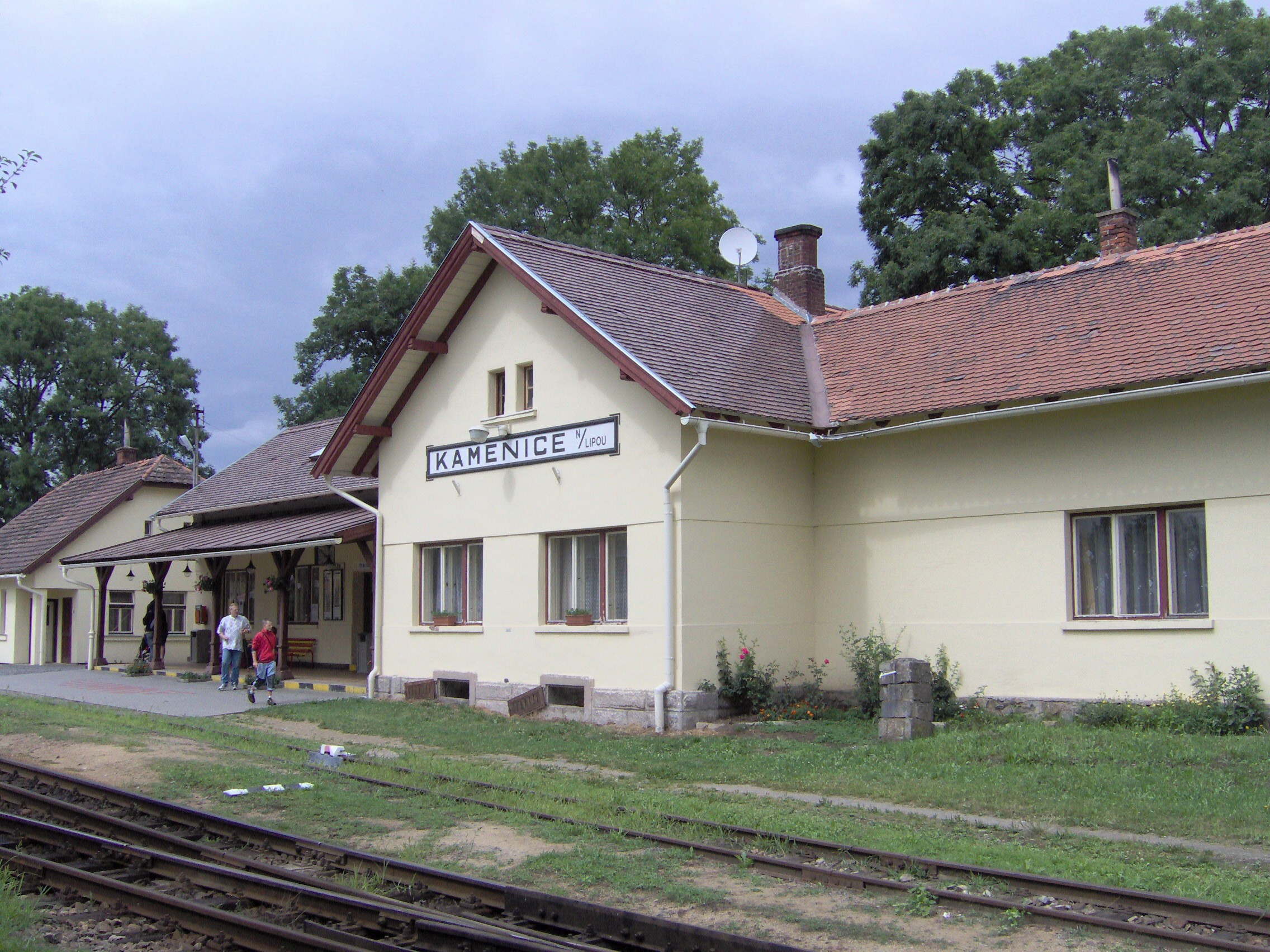
Kamenice nad Lipou
Včelnička
Bohdalín (zruš.)
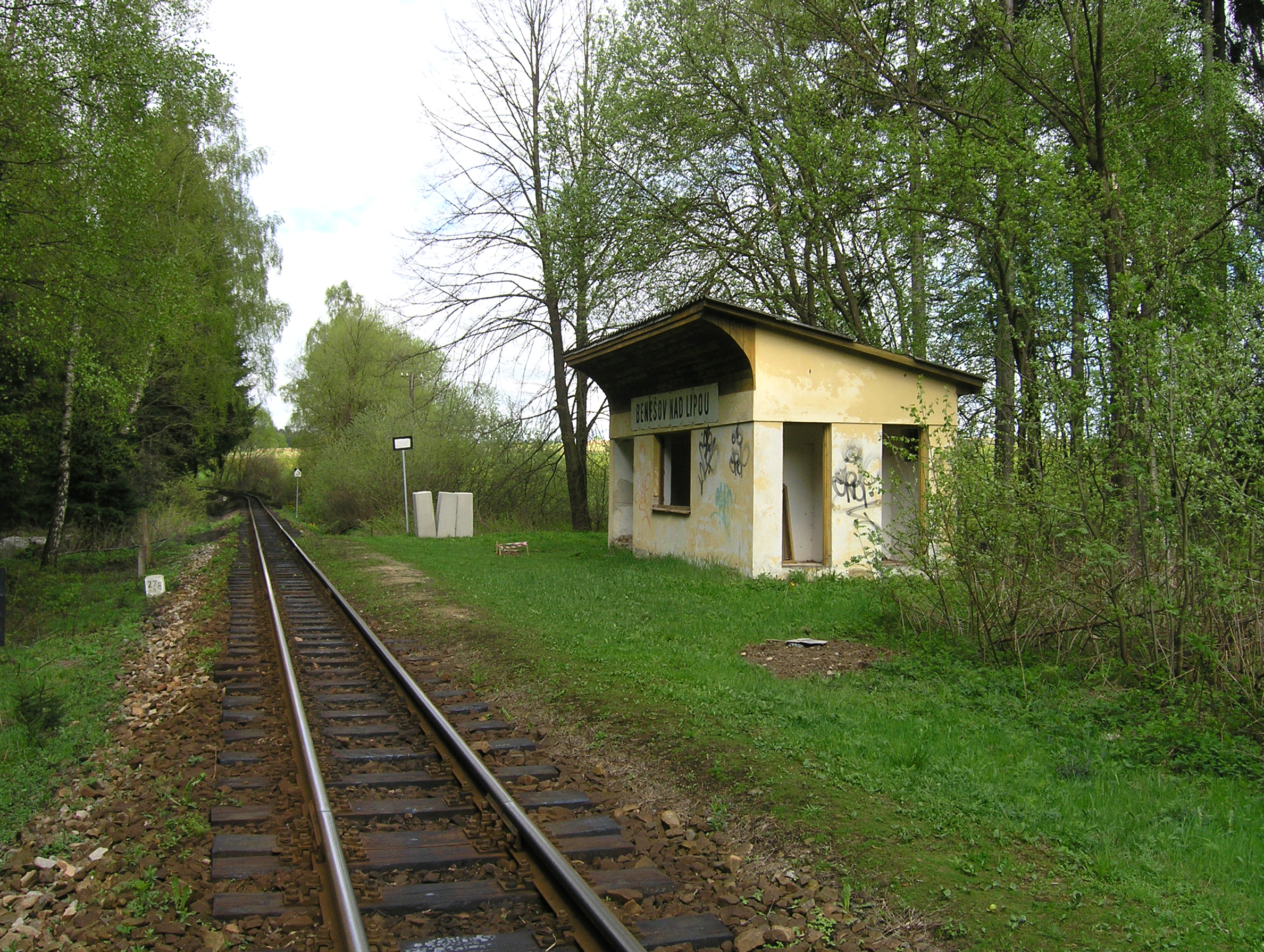
Benešov nad Lipou
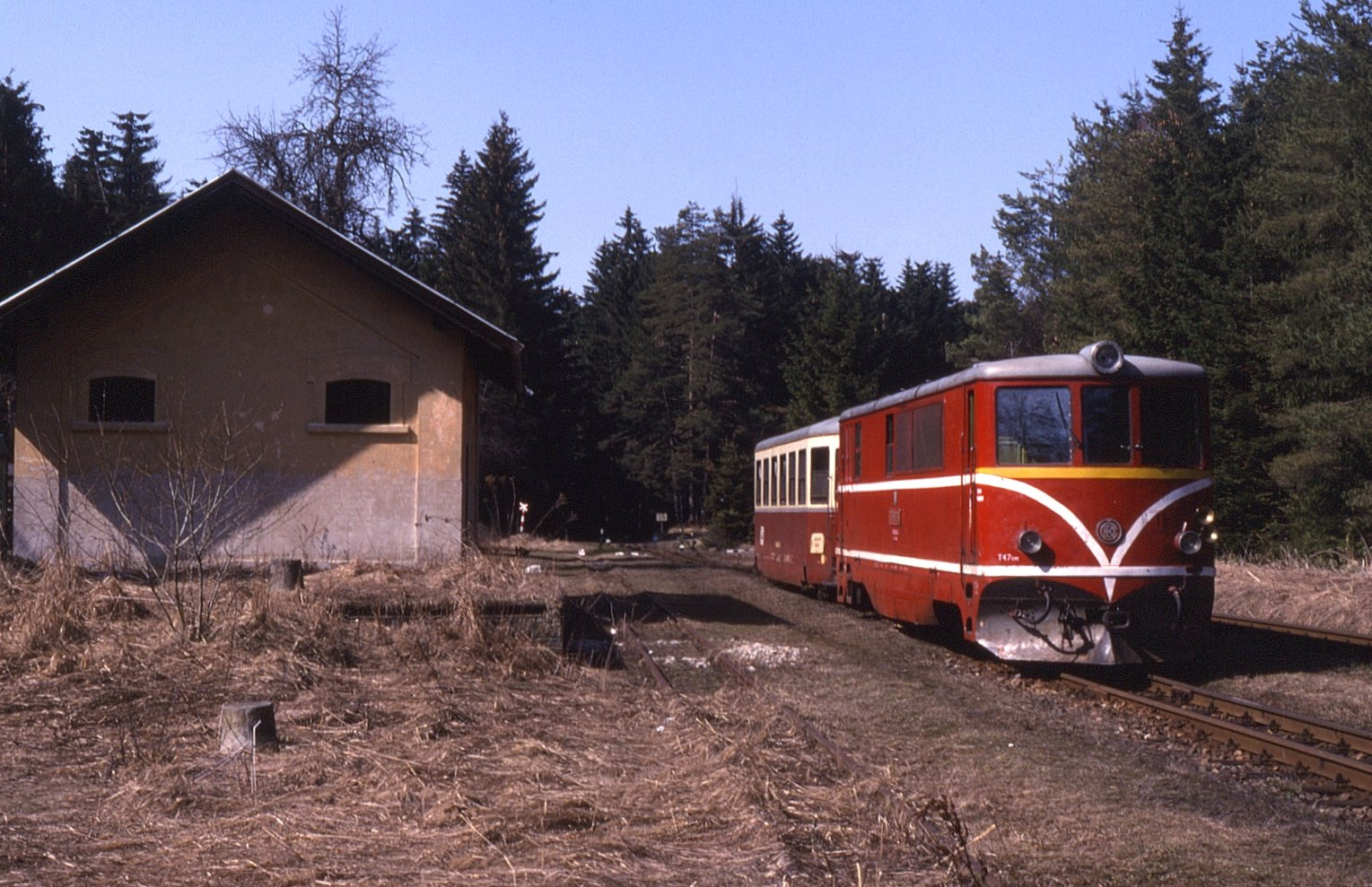
Chválkov
Dobešov
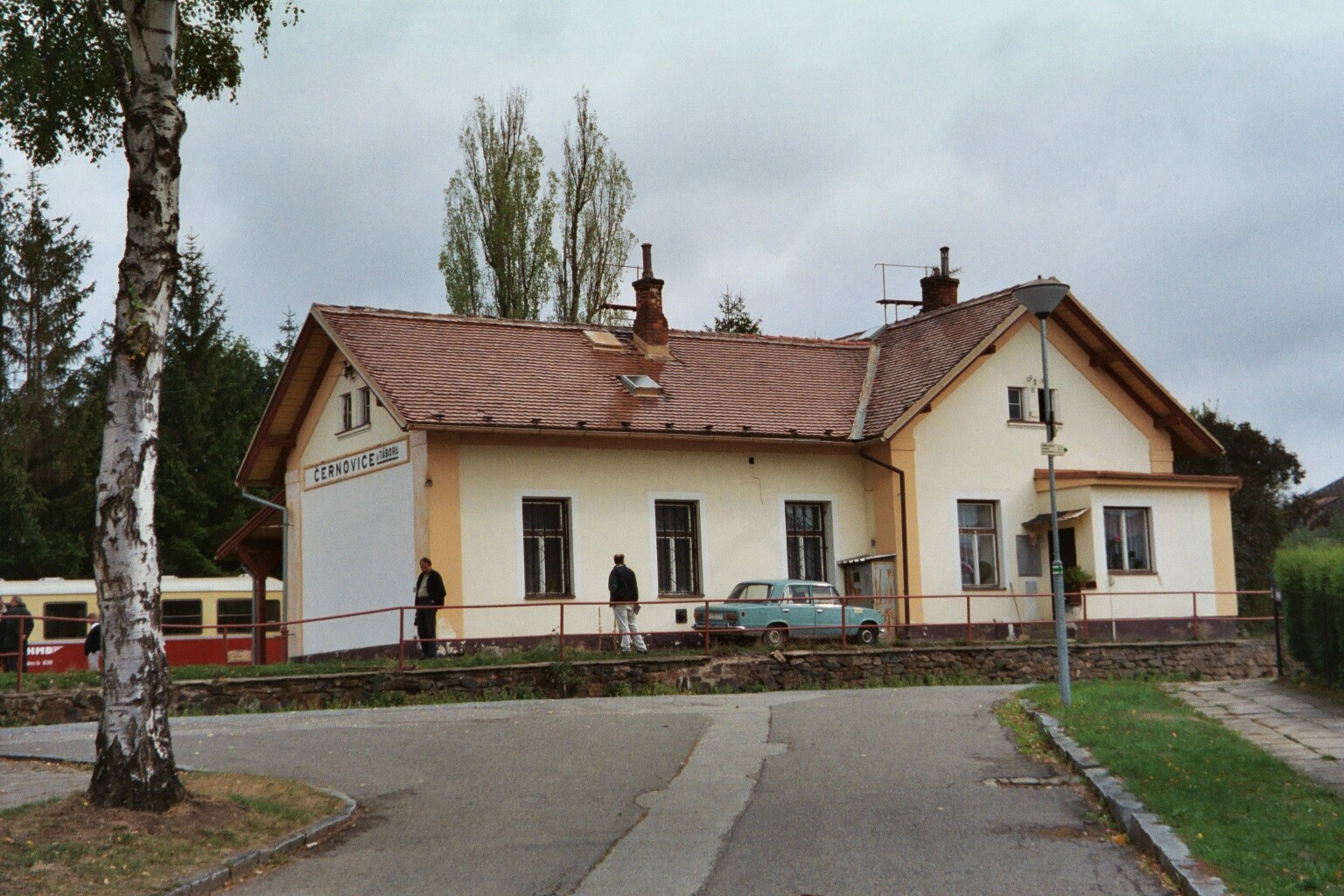
Černovice u Tábora
Křeč
Sudkův Důl
Obrataň zastávka
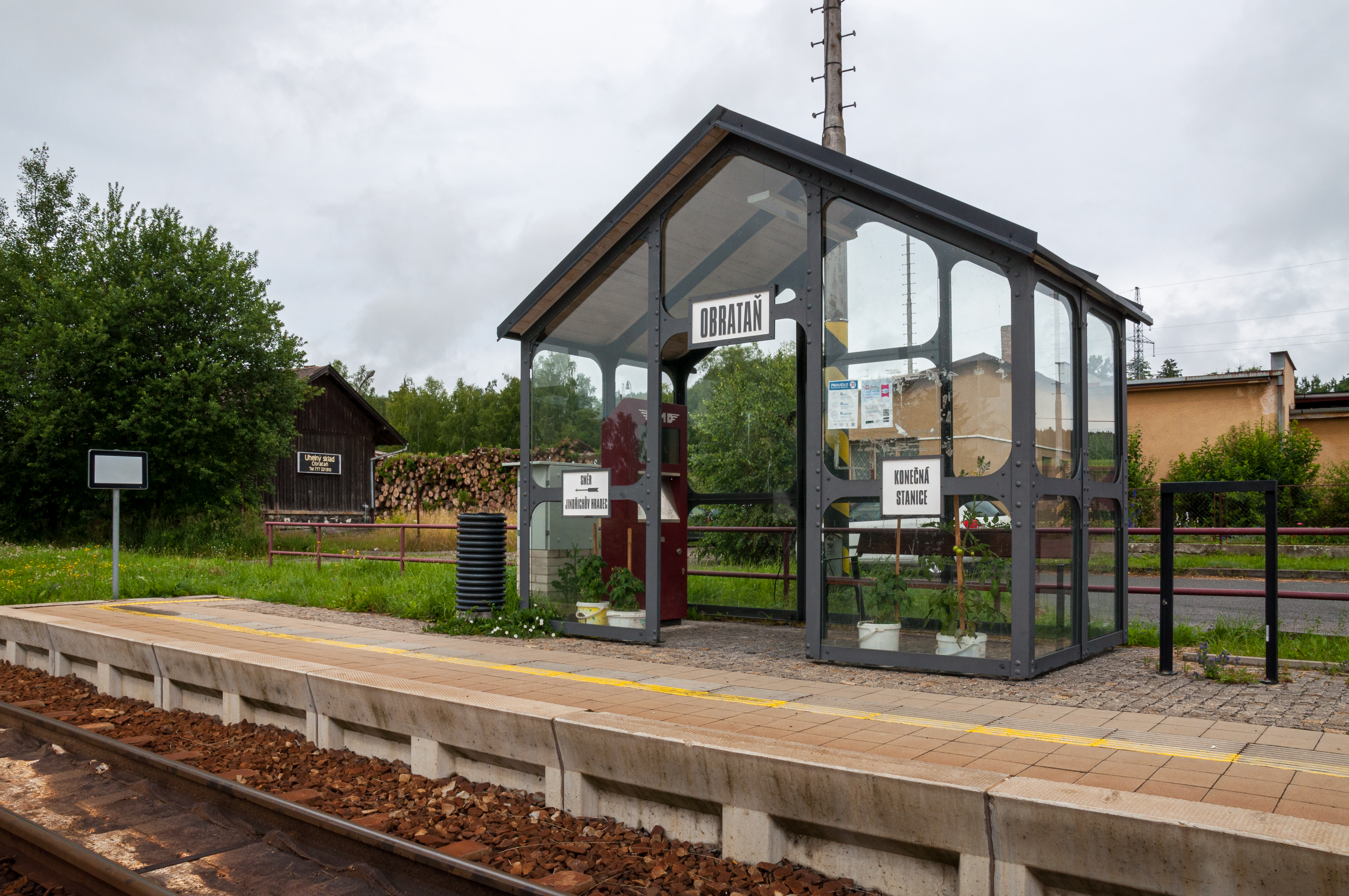
Obrataň (JHMD)